# Chalybs bibbia
Chalybs bibbia är en fjärilsart som beskrevs av William Chapman Hewitson. Chalybs bibbia ingår i släktet Chalybs och familjen juvelvingar. Inga underarter finns listade i Catalogue of Life.